# 鳥取県道250号亀谷北条線
鳥取県道250号亀谷北条線（とっとりけんどう250ごう かめだにほうじょうせん）は、鳥取県東伯郡北栄町から倉吉市を経由して、東伯郡北栄町に至る一般県道である。

## 概要
東伯郡北栄町亀谷から倉吉市を経由して、東伯郡北栄町下神に至る。ただし、倉吉市はほんの数十mしかない。

### 路線データ
- 起点：鳥取県東伯郡北栄町亀谷（亀谷交差点、鳥取県道151号倉吉東伯線・鳥取県道297号上大立大栄線交点）
- 終点：鳥取県東伯郡北栄町下神（下神交差点、鳥取県道320号羽合東伯線交点）

## 歴史
- 2008年（平成20年）3月31日 - 鳥取県告示第206・207号により、北条倉吉道路に並行していた国道313号の旧道が国道指定を解除されたことに伴い、その一部にあたる東伯郡北栄町北尾（北尾第2踏切 - 北尾交差点（終点）間：134 m）を当路線が継承し、終点側を延長[1]。
- 2009年（平成21年）3月31日 - 鳥取県告示第189・192・221号により、終点側（東伯郡北栄町下神 - 東伯郡北栄町北尾・北尾交差点（終点）間）を経路変更[2][3][4]。これに伴い、変更前の経路は北栄町道1335号北条西線となった[5]。
- 2017年（平成29年）3月24日 - 鳥取県告示第197・198号により、瀬戸バイパス（鳥取県道23号倉吉由良線との重用区間、東伯郡北栄町大島 - 東伯郡北栄町原・瀬戸交差点間）が供用開始[6][7]。
- 2020年（令和2年）1月28日 - 鳥取県告示第24・25号により、瀬戸バイパスに並行する旧道を北栄町に移管し、北栄町道となった[8][9]。

## 路線状況

### 重複区間
- 鳥取県道23号倉吉由良線（東伯郡北栄町大島 - 東伯郡北栄町原）

### 道路施設

#### 橋梁
- さかえ橋（由良川、東伯郡北栄町）
- 新橋（円城寺川、東伯郡北栄町）

## 地理

### 通過する自治体
- 鳥取県
  - 東伯郡北栄町 - 倉吉市 - 東伯郡北栄町

### 交差する道路
| 交差する道路                                      | 交差する場所 | 交差する場所      |
| ------------------------------------------------- | ------------ | ----------------- |
| 鳥取県道151号倉吉東伯線 鳥取県道297号上大立大栄線 | 亀谷         | 亀谷交差点 / 起点 |
| 鳥取県道23号倉吉由良線 重複区間起点               | 大島         |                   |
| 鳥取県道23号倉吉由良線 重複区間終点               | 原           | 瀬戸交差点        |
| 鳥取県道320号羽合東伯線                           | 下神         | 下神交差点 / 終点 |

### 交差する鉄道
- 山陰本線

### 沿線
- 北条湯原道路（北条倉吉道路） 北栄IC（終点付近）